# كيرتش (مضيق)
مضيق كيرتش (بالروسية: Керченский пролив ، بالأوكرانية: Керченська протока ، وبالتتارية: Keriç boğazı) هو مضيق بحري يصل البحر الأسود ببحر آزوف، ويفصل القرم في الغرب عن شبه جزيرة تامان في الشرق. ويبلغ عرضه 4.5 كم وعمقة نحو 18 متراً. أهم المدن عليه ميناء كيرتش.
هناك خط ناقلات بحرية عبر المضيق منذ 1952 القرم بكراسنودار كراي، وهو خط پورت قريم - پورت قوقاز.
في الأزمنة القديمة كان مضيق كيرتش يسمى البوسفور الكيميري.

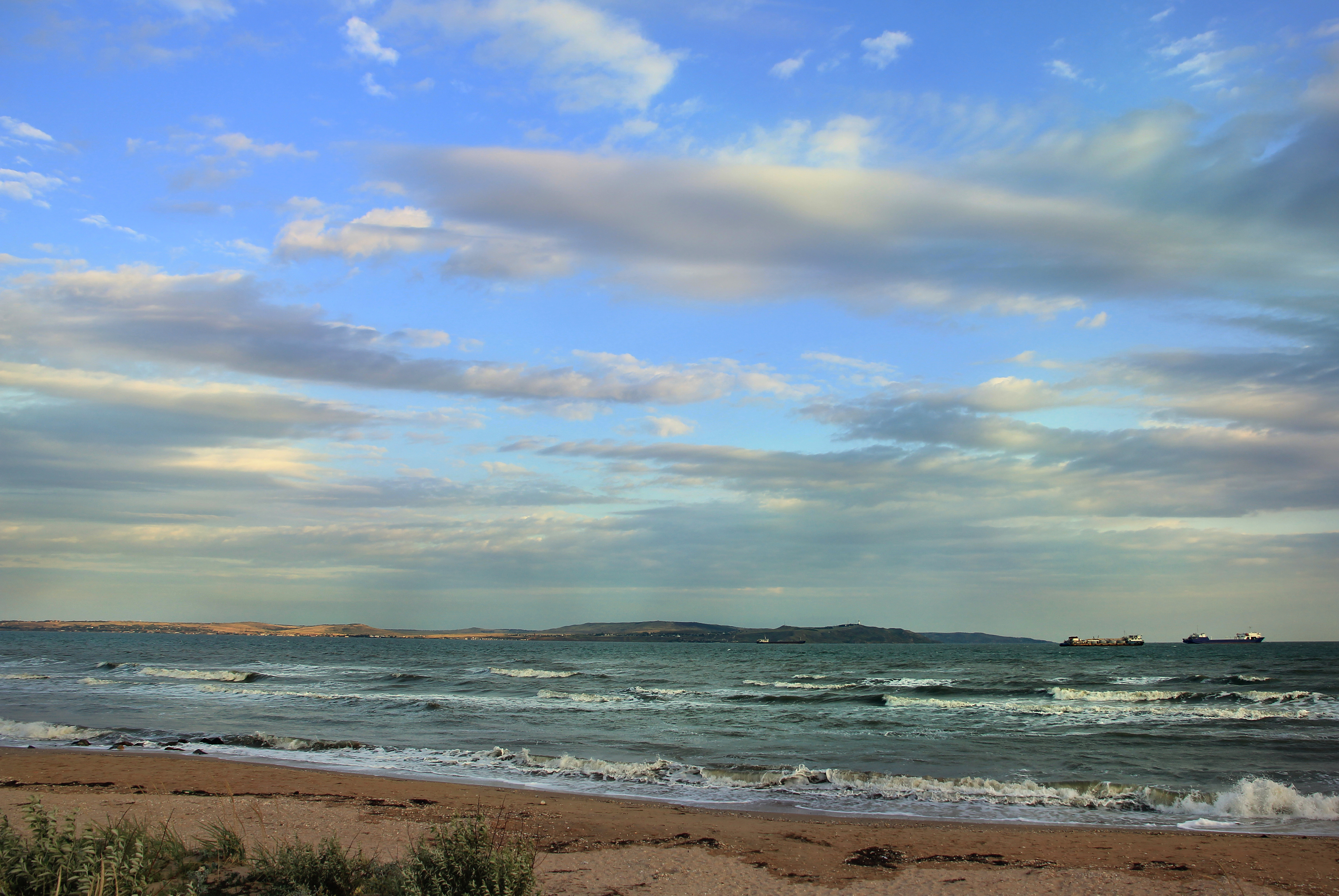
مضيق كيرتش. منظر للميناء في شبه جزيرة القرم.

أهم ميناء، مدينة كيرتش في القرم، أطلق اسمه على المضيق، المعروف سابقًا باسم مضيق سيمريان البوسفور .الجانب كراسنودار كراي المضيق يحتوي على خليج تامان محاطة جزيرة توزلا ولعام 2003 روسية الصنع 3.8 كيلومتر (2.4 ميل) سد لونغ إلى الجنوب و Chushka البصاق إلى الشمال. كانت روسيا قد بدأت في بناء ميناء شحن رئيسي بالقرب من تامان، أهم مستوطنة روسية على المضيق.

## التاريخ
يبلغ طول المضائق حوالي 35 كيلومترًا (22 ميلًا) 

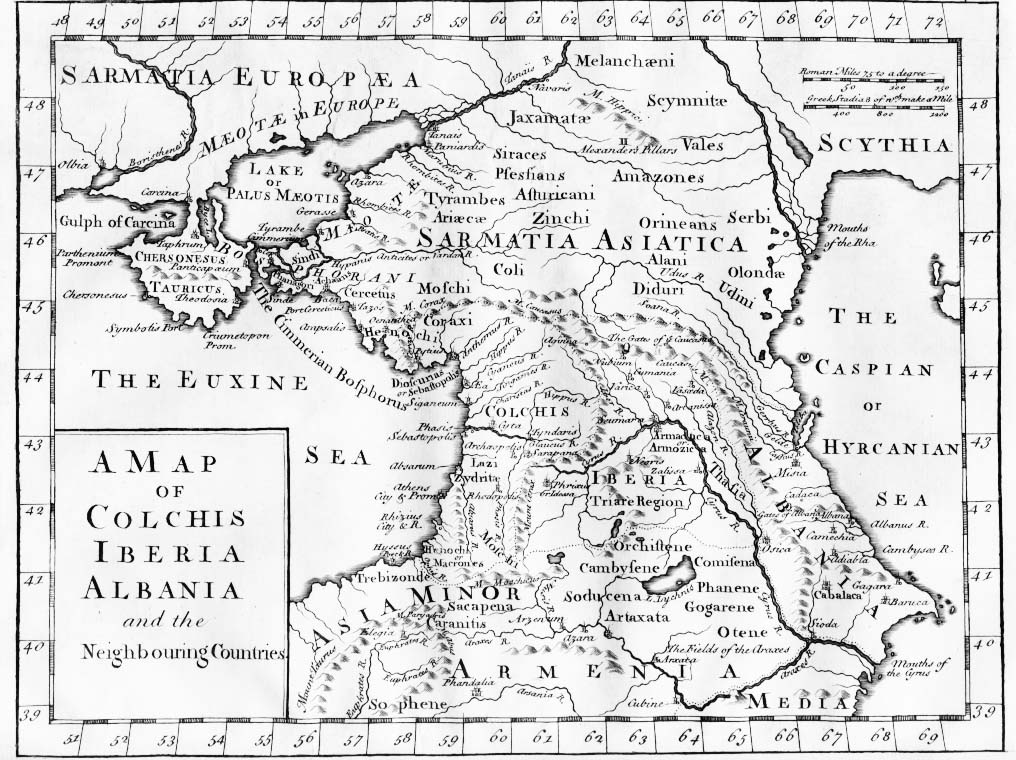
"البوسفور السيميري" من العصور القديمة ، مبين على خريطة مطبوعة في لندن ، ج.  1770.

وعرضها 3.1 كيلومتر (1.9 ميل) في أضيق امتداد شرقي لشبه جزيرة القرم عن تامان، وهو أقصى امتداد غربي لجبال القوقاز . في العصور القديمة، يبدو أنه كانت هناك مجموعة من الجزر تتقاطع مع أذرع نهر كوبان ( Hypanis )وأصوات مختلفة قد تجمدت منذ ذلك الحين.  عرف الرومان المضيق باسم مضيق Cimmerian Bosporus ( Cimmerianus Bosporus ) من اسمه اليوناني، مضيقCimmerian ( Κιμέριος Βόσπορος ،Kimmérios Bosporos ) ، الذي كرم السيميريين، بدو السهوب القريبة.   في العصور القديمة كانت الأرض المنخفضة بالقرب من المضيق تعرف باسم مستنقع مايوتيك .
خلال الحرب العالمية الثانية، أصبحت شبه جزيرة كيرتش مسرحا لكثير القتال الطاحنة بين قوات السوفياتي الجيش الأحمر وألمانيا النازية . اشتدت وتيرة القتال في أبرد شهور العام عندما تجمد المضيق، مما سمح بتحرك القوات فوق الجليد. [بحاجة لمصدر]
بعد استقرار الجبهة الشرقية في أوائل عام 1943 ، أمرهتلر ببناء جسر بطول 4.8 كيلومتر (3.0 ميل) للطرق والسكك الحديدية عبر مضيق كيرتش في ربيع عام 1943 لدعم رغبته في شن هجوم متجدد على القوقاز. كان خط السكك الحديدية الكابلي ( الترام الجوي ) ، الذي بدأ تشغيله في 14 يونيو 1943 بسعة يومية تبلغ ألف طن، مناسبًا فقط للاحتياجات الدفاعية للجيش السابع عشر في رأس جسر كوبان . بسبب الهزات الأرضية المتكررة، كان هذا الجسر يتطلب كميات هائلة من العوارض الفولاذية فائقة القوة، وكان من شأن نقلهم أن يحد من شحنات المواد العسكرية إلى شبه جزيرة القرم. لم يكتمل الجسر أبدًا، وانتهى الفيرماخت من إخلاء جسر كوبان في سبتمبر 1943.
في عام 1944 ، بنى السوفييت جسرًا «مؤقتًا» للسكك الحديدية (جسر كيرتش للسكك الحديدية ) عبر المضيق.استفاد البناء من الإمدادات التي تم الاستيلاء عليها من الألمان. بدأ تشغيل الجسر في تشرين الثاني (نوفمبر) 1944 ، لكن حركة الجليد الطافية دمرته في شباط 1945 ؛لم تتم محاولة إعادة الإعمار.
نزاع إقليمي بين روسيا وأوكرانيا في عام 2003 تركز على جزيرة توزلا في مضيق كيرتش. وافقت أوكرانيا وروسيا على معاملة المضيق وبحر آزوف كمياه داخلية مشتركة. [بحاجة لمصدر]

### عاصفة نوفمبر 2007
أفادت وكالات الأنباء يوم الأحد 11 نوفمبر 2007 بحدوث عاصفة شديدة في البحر الأسود . غرقت أربع سفن، وجنحت ست سفن على ضفة رملية، وتضررت ناقلتان، مما أدى إلى تسرب نفطي كبير ومقتل 23 بحارًا.
واجهت ناقلة النفط Volgoneft-139 التي ترفع العلم الروسي مشكلة في مضيق كيرتش حيث سعت للحماية من العاصفة أعلاه.  أثناء العاصفة انقسمت الناقلة إلى نصفين، وأطلقت أكثر من 2000 طن من زيت الوقود.وغرقت أربعة قوارب أخرى في العاصفة، مما أدى إلى إطلاق شحنة الكبريت. أعاقت العاصفة جهود إنقاذ أفراد الطاقم.  غرقت سفينة الشحن الروسية فولنوغورسك محملة بالكبريت، ضحية أخرى للعاصفة في ميناء كافكاز في نفس اليوم.

## النقل بالعبّارات والجسور
بعد الحرب، تم إنشاء النقل بالعبّارات عبر المضيق في عام 1954 لربط شبه جزيرة القرم وخط كراسنودار كراي (خطميناء كريم - بورت كافكاز ). في الأصل كانت هناك أربعسفن عبّارات قطار ؛ في وقت لاحق تم إضافة ثلاث سفن عبارات سيارات. استمر النقل بالقطار لما يقرب من 40 عامًا.أصبحت عبّارات القطارات القديمة عتيقة الطراز في أواخر الثمانينيات وأُزيلت من الخدمة. في خريف عام 2004 ، تم تسليم سفن جديدة كبديل وإعادة إنشاء النقل بالقطارات. توقف خط العبارة عن العمل في أواخر عام 2020.
قام عمدة موسكو يوري لوجكوف بحملة لبناء جسر على الطريق السريع عبر المضيق. منذ عام 1944 ، تم اقتراح أو محاولة العديد من مشاريع الجسور لتمتد عبر المضيق، ودائمًا ما أعيقت بسبب التكوين الجيولوجي والجغرافي الصعب للمنطقة. بدأ بناء نهج في الواقع في عام 2003 بسد بطول 3.8 كيلومتر (2.4 ميل) ، مما أثار صراع جزيرة توزلا عام 2003 .
بعد ضم روسيا لشبه جزيرة القرم عام 2014 ، قررت الحكومة الروسية بناء جسر عبر مضيق كيرتش. تم افتتاحجسر القرم البالغ طوله 19 كيلومترًا أمام حركة المرور على الطرق في عام 2018 وافتتح قسم السكك الحديدية في عام 2019.
تزعم وسائل الإعلام الروسية المدعومة من الدولة أن بناء الجسر تسبب في زيادة العناصر الغذائية والعوالق في المياه، وجذب أعدادًا كبيرة من الأسماك وأكثر من 1000 منالدلافين المهددة بالانقراض في البحر الأسود .  ومع ذلك، تدعي أوكرانيا أن الضوضاء الصوتية والتلوث الناجم عن كل من بناء الجسر والتدريبات العسكرية قد تقتل في الواقع دلافين البحر الأسود.
في نوفمبر 2018 ، أصبح المضيق موقعًا لحادث مضيق كيرتش، حيث ادعت البحرية الروسية أن ثلاث سفن أوكرانية دخلت المياه الإقليمية الروسية. احتجزت القوات الروسية السفن واعتقلت طاقمها. خلال هذا الوقت، تم حظر المرور عبر المضيق تحت الجسر بواسطة سفينة شحن كبيرة، وضعت تحت الجسر لمنع مرور السفن الأخرى.

## قناة كيرتش - ينيكالي
من أجل تحسين القدرات الملاحية لمضيق كيرتش، الضحل إلى حد ما في أضيق نقطة، تم حفر قناة كيرتش-ينيكالي عبر المضيق. والقناة الرئيسية يمكن أن تستوعب السفن التي تصل إلى 215 مترا مع مشروع تصل إلى 8 أمتار مع الإلزامي الطيار مساعدة. القناة ليست مستقيمة، وهندستها تزيد من تعقيد الملاحة الآمنة. الضيق والعمق المحدود والمنعطفات للقناة الرئيسية جنبًا إلى جنب مع التأثيرات غير المتوقعة للرياح والرؤية (الضباب) هناك إجراءات صارمة تنظم عبور المضيق. يحدث عبور السفن الكبيرة على أساس قافلة جماعية أحادية الاتجاه (بالتناوب). ظلت إجراءات العبور دون تغيير، سواء تحت الولاية القضائية السوفيتية أو الأوكرانية أو الروسية. يتحكم مركز مراقبة حركة مرور السفن في كيرتش ويشرف على كل حركة المرور.

## صيد السمك
توجد العديد من مصانع معالجة الأسماك على ساحل المضيق القرم. يبدأ موسم الصيد في أواخر الخريف ويستمر لمدة شهرين إلى ثلاثة أشهر، عندما يخرج العديد من قوارب الشباك في المضيق للصيد. يعد خليج تامانمنطقة صيد رئيسية، حيث تنتشر العديد من قرى الصيد على طول الساحل.